# 宁建华
宁建华（1972年10月—），河南孟津人，汉族，中国共产党党员。中华人民共和国政治人物、第十三届全国人民代表大会河南省代表。

## 生平
2018年，宁建华被选为河南省出席第十三届全国人民代表大会代表。